# Luis Echeverría
Luis Echeverría Álvarez (ur. 17 stycznia 1922 w Meksyku, zm. 8 lipca 2022 w Cuernavaca) – prezydent Meksyku w latach 1970–1976.

## Życiorys
Echeverría ukończył prawo na Narodowym Uniwersytecie Autonomicznym Meksyku w 1945. Wcześniej w 1940 był sekretarzem szefa Partii Rewolucyjno-Instytucjonalnej (PRI). Szybko awansował w politycznej hierarchii, sprawował kilka ważnych stanowisk w PRI. W 1964 został ministrem spraw wewnętrznych w gabinecie prezydenta Gustavo Díaza Ordaza. Często krytykowano go za brutalne stłumienie zamieszek studenckich w 1968 (miała wtedy miejsce słynna masakra w Tlatelolco).
Po objęciu urzędu prezydenta w 1970 zmienił swoją orientację polityczną na bardziej lewicową. Zwolnił większość osób uwięzionych w 1968. Rozdał duży areał ziemi między bezrolnych chłopów, rozszerzył program pomocy społecznej, rozwinął budownictwo mieszkaniowe, przeznaczył duże środki na roboty publiczne. Ogłosił też narodowy program planowania rodziny, aby zmniejszyć szybki przyrost demograficzny powodujący przeludnienie kraju. Państwo za jego rządów trapiły liczne problemy, w tym wysoka inflacja, bezrobocie, analfabetyzm. Jego lewicowa polityka ekonomiczna w niekorzystny sposób wpłynęła na rozwój gospodarczy kraju i spowodowała duży spadek inwestycji. Wzrastający deficyt w handlu zagranicznym zmusił Echeverríę do dewaluacji peso o 50% w 1976, co wywołało niezadowolenie wśród klasy średniej. W polityce zagranicznej Echeverría nawiązał żywe stosunki dyplomatyczne z Chinami i wspierał solidarność krajów Ameryki Łacińskiej. Później pełnił funkcje ambasadora w Australii i Nowej Zelandii.